# Granada (Lied)
Granada ist ein Kunstlied für Tenor und Orchester des mexikanischen Komponisten Agustín Lara über die spanische Stadt Granada.
Das Lied entstand 1932 und stammt aus Laras Suite española, einem Zyklus von Liedern über die spanischen Städte Madrid, Granada, Valencia, Toledo, Sevilla und Murcia sowie die Region Navarra, aus dem allerdings alle anderen Titel kaum noch aufgeführt werden. Der Komponist war zum Zeitpunkt des Entstehens noch nie in Spanien gewesen. Speziell zum Lied Granada verweist die britische Islamwissenschaftlerin Merryl Wyn Davies darauf, dass Granada für Lateinamerika eine besondere Konnotation hat, weil nach dem Fall von Granada 1492 Christoph Kolumbus in der Kapitulation von Santa Fe von den Katholischen Königen die Genehmigung für seine Entdeckungsfahrt erhielt, die zum Startschuss für die spanische Conquista Lateinamerikas wurde.

## Interpreten
Obwohl der Komponist Agustín Lara auch als Sänger bekannt war, findet sich keine Aufnahme seines bekanntesten Liedes auf den CD-Kompilationen seiner Aufnahmen. Möglicherweise war sich Lara bewusst, dass seiner Stimme die nötige Kraft für die opernhaften Anforderungen des Liedes fehlte. Lara komponierte das Lied für den Tenor Pedro Vargas, der es 1932 als erster auf Schallplatte aufnahm. Es wurde von nahezu allen bedeutenden Opern-Tenören interpretiert, beispielsweise Fritz Wunderlich, Joseph Schmidt, Mario del Monaco und Mario Lanza. Das Lied stand in allen gemeinsamen Konzerten der drei Tenöre auf dem Programm, im Wechsel interpretiert von José Carreras (Rom 1990), Plácido Domingo (Los Angeles 1994) und Luciano Pavarotti (Paris 1998). Daneben existieren auch Versionen aus der Unterhaltungsmusik, wie von Frank Sinatra, Frankie Laine, Trini Lopez, Juan Arvizu, John Serry senior oder Baccara. Vico Torriani stand mit seiner Version zu Beginn des Jahres 1954 vier Wochen auf dem ersten Platz der deutschen Hitparade.

## Text
Die Originalfassung, in der Laras eigener spanischer Text gesungen wird, ist gleichzeitig die bekannteste Fassung des Liedes. Weitere Textfassungen existieren in Englisch (Dorothy Dodd) und Deutsch (Ralph Maria Siegel), haben aber inhaltlich mit dem Originaltext nur wenig gemein.